# Saffaridi

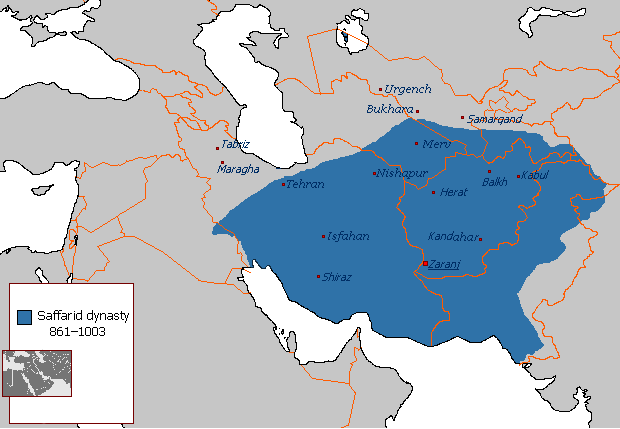
L'emirato saffaride all'epoca della sua massima estensione

La dinastia saffaride fu, a partire dal IX secolo, a capo di un emirato centrato attorno al Sistan, regione situata lungo l'attuale confine iraniano-afgano, ed ebbe come capitali Zaranj, in Afghanistan, e Shiraz, in Iran.
Capostipite della dinastia fu Ya'qub ibn al-Layth al-Saffar, che era stato un umile artigiano del rame (saffar) prima di diventare un signore della guerra ed assumere il controllo del Sistan. Da qui cominciò un'aggressiva campagna di espansione territoriale che lo portò alla conquista di Kabul, Herat, Kerman e Shiraz. Alla sua morte il suo impero si estendeva dalla regione di Fars, nell'Iran occidentale, al Sind, nell'India settentrionale. 
Gli succedette il figlio 'Amr ibn al-Layth, che fu sconfitto e catturato dai Samanidi, ai quali fu costretto a cedere i propri domini, conservando il solo Sistan. La dinastia, dopo ʿAmr, fu vassalla dei Samanidi e dei loro successori fino alla sua definitiva estinzione.

## Lista dei Saffaridi
- Ya'qub ibn al-Layth al-Saffar (867-879)
- ʿAmr b. al-Layth (879-901)
- Tahir I (901-908)
- al-Layth (908-910)
- Muhammad I (910-912)
- Amr II (912-913)
- Ahmad I ibn Muhammad (922-963)
- Wali al-Dawla Khalaf I (963-1003)
- Nasr I (1029-1073)
- Baha al-Dawla Tahir II (1073-1090)
- Baha al-Dawla Khalaf II (1090-1103)
- Taj al-Din Nasr II (1103-1164)
- Shams al-Din Ahmad II (1164-1167)
- Taj al-Din Harb (1167-1215)
- Shams al-Din Bahram Shah (1215-1221)
- Taj al-Din Nasr III (1221)
- Rukn al-Din Abu Mansur (1221-1222)
- Shihab al-Din Mahmud I (1222-1225)
- ʿAli I (1225-1229)
- Shams al-Din ʿAli II (1229-1254)
- Nasr al-Din (1254-1328)
- Nusrat al-Din (1328-1331)
- Qutb al-Din Muhammad II (1331-1346)
- Taj al-Din I (1346-1350)
- Mahmud II (1350-1362)
- ʿIzz al-Din (1362-1382)
- Qutb al-Din I (1382-1386)
- Taj al-Din II (1386-1403)
- Qutb al-Din II (1403-1419)
- Shams al-Din (1419-1438)
- Nizam al-Din Yahya (1438-1480)
- Shams al-Din Muhammad III (1480-1495)